# ماثيو ك. فرانكلين
ماثيو ك. فرانكلين (بالإنجليزية: Matthew K. Franklin)‏ هو رياضياتي وعالم حاسوب أمريكي، ولد في القرن العشرين.